# موزه کاغذسازی دوشنگکی-زدروی
موزه کاغذسازی دوشنگکی-زدروی (لهستانی: Muzeum Papiernictwa) یک موزه تاریخی است که در دوشنگکی-زدروی در استان سیلزی سفلی، در جنوب غربی لهستان قرار دارد. این موزه در اصل در سال ۱۹۶۸ به جای یک کارخانه کاغذ که در سده ۱۶ میلادی بنیان گذاری شد جابجا شد.
در سال ۲۰۱۹ لهستان این موزه را به فهرست آزمایشی یونسکو افزود.